# 中耳炎
中耳炎（ちゅうじえん）とは、中耳に炎症が起こる病気であり、多くは急性の中耳炎のことを指す。基本的には、細菌感染症であることが多いが、ウイルス感染、膠原病の場合もある。

## 病態
中耳炎は特定の病態を指すものではない。通常は急性中耳炎を指す。
- 急性中耳炎：中耳に炎症が起こっている状態。痛みが強い。
- 慢性中耳炎：急性中耳炎の後鼓膜が穿孔したもの。
- 滲出性中耳炎：中耳に浸出液がたまっている状態。急性中耳炎に引き続き起こることが多い。また、飛行機に乗った際に耳が痛くなり、その後痛みは治まったが耳が聞こえにくい、という場合には滲出性中耳炎の場合が多い。痛みは基本的にはない。
- 真珠腫性中耳炎：中耳に真珠腫ができたため、中耳に炎症が生じた状態。真珠腫とは、上皮が存在しないはずの鼓室内に、何らかの原因で上皮細胞が侵入して増殖したもの。腫瘍ではない。
- 好酸球性中耳炎：気管支喘息患者にみられる事のある難治性の中耳炎。ニカワ状の耳漏（耳だれ）が特徴。再燃寛解を繰り返し、感音難聴が進行する。
- 航空性中耳炎：急激な気圧変化（特に加圧）により生じる。

## 原因
中耳炎の原因としては、多くの場合は耳管経由での細菌感染である。そのため、耳管が生理的に短い小児に起こしやすいほか、上気道炎が多い冬に多い。また、習慣的に鼻すすりを行っている場合は、中耳が陰圧になるため 細菌を吸い込みやすく中耳炎を起こしやすくなる。ただし、外耳と中耳は鼓膜により隔てられているため、耳に水が入っても基本的に急性中耳炎にはならない。
起因菌としては、インフルエンザ菌、肺炎球菌の2つが最も多く、それにモラクセラ・カタラーリスが続く。この3種類の細菌で細菌感染による中耳炎の9割以上を占める。これらの細菌では抗生物質に対する耐性化が進んできており問題となっている。
細菌以外の原因としてはANCA関連血管炎との関係が指摘されており、多発血管炎性肉芽腫症（ウェゲナー肉芽腫症）の認定基準の1つに中耳炎が含まれている ほか、好酸球性多発血管炎性肉芽腫症（チャーグ・ストラウス症候群）では好酸球性中耳炎を合併することがある。

## 症状
- 急性中耳炎：耳の痛み、発熱、聴力低下を伴う。鼓膜穿孔を起こした場合には、耳だれ（耳漏）。
- 滲出性中耳炎：基本的には、耳閉感（耳が詰まる感じ）のみ、痛みはない。
- 真珠腫性中耳炎：難治性の耳漏、聴力低下、痛み。内耳に進行した場合には、めまいが生じるようになる。頭蓋内に進展した場合にはそれに応じた神経症状。

## 合併症
- 頭蓋内合併症
- 急性乳突洞炎
- S状静脈洞血栓

## 検査
- 視診にて診断がつくため、診断のための検査は基本的には不要。
- 細菌培養（抗生物質使用する場合に備えて）
- 聴力検査（難聴の鑑別のため）

## 診断
- 耳内の状態を顕微鏡などで観察すること（視診）により診断可能。また、真珠腫などによる骨破壊の状態は、CTによって見ることができる。

## 治療
- 急性中耳炎：基本的には3日ほどで自然軽快するため抗生物質の投与は不要である。しかし、3日以上長引く場合には抗生物質による治療が効果的であり、それでも効果が不十分な場合には鼓膜切開が行われる。アモキシシリン＋クラブラン酸による治療は、5日間よりも10日間の方が治療成績が良い[4]。
- 滲出性中耳炎：基本的には自然軽快が期待できる。アレルギー性鼻炎を伴う場合には治癒が遅れるため、抗アレルギー薬が使われる。自然治癒しないものに対して鼓膜切開が行われる。
- 真珠腫性中耳炎：耳処置にて対応可能なものは、定期通院による耳処置により治癒を目指す。耳処置にて対応できないものは手術が必要となる。細菌感染を伴う場合には抗生物質の内服を先行して行う。
- 慢性中耳炎：手術が必要。ただし、耳漏を一時的に止める場合には、抗生物質の投与と耳の処置で対抗可能である。
- 好酸球性中耳炎：鼓膜へのチューブ留置術、中耳内へのステロイドの局所投与、ステロイドの全身投与などが行われている。ただし、まだ治療法は確立はされていない。

## 予後
- 放置しない限り、基本的には死亡することはない。
- 急性中耳炎は抗生物質が広く普及する前には、急性乳突洞炎、内耳炎、硬膜外炎へと進展し、敗血症となり死亡することも多かった。
- 真珠腫性中耳炎は、頭蓋内へ進展した場合には髄膜炎を併発し死亡する場合がある。